# Peppermint - L'angelo della vendetta
Peppermint - L'angelo della vendetta (Peppermint) è un film del 2018 diretto da Pierre Morel.
Film d'azione e thriller statunitense con protagonista Jennifer Garner. 

## Trama
Riley è sposata con Chris e ha una figlia di dieci anni, Carly; questi ultimi due, a causa di una ritorsione, vengono uccisi da Diego Garcia, un capo della malavita locale. Riley riesce a riconoscere gli assassini, ma nel processo che segue l'omicidio il giudice, essendo stato segretamente corrotto da Garcia, fa rapidamente chiudere il caso, adducendo come motivazione l'insufficienza di prove. Riley decide così di "farsi giustizia da sola" e di uccidere tutti coloro che hanno rovinato la sua vita, e dopo il processo sparisce dalla circolazione.
Cinque anni dopo essere rimasta "fuori dai radar" Riley ritorna armata fino ai denti e inizia a occuparsi di tutte le persone responsabili dello sterminio della sua famiglia iniziando a uno a uno a ucciderli; l'FBI inizia a cercare di rintracciare Riley, ma questa si dimostra molto attenta e preparata, e non si fermerà fino a quando non avrà eliminato Garcia con le sue mani. Ad aiutare Riley c'è soprattutto la collaborazione dei cittadini che la vedono come un'eroina e un angelo della giustizia. Avendo spazzato via la criminalità che rovinava le loro vite, mentono agli agenti dicendo di non averla vista.

## Distribuzione
Negli Stati Uniti, la pellicola è stata distribuita il 7 settembre 2018 da STX Films; in Italia, la pellicola è stata distribuita a partire dal 21 marzo 2019 da Lucky Red e Universal Pictures.

## Accoglienza

### Incassi
Negli Stati Uniti e in Canada, Peppermint ha incassato 35,4 milioni di dollari  e 11,1 milioni in altri territori dell'America; ha infine totalizzato un incasso mondiale di 46,5 milioni, a fronte di un budget di produzione di 25 milioni.
Durante il suo primo giorno, il film ha totalizzato un incasso di 4,7 milioni di dollari, inclusi gli 800 000 $ delle anteprime notturne. Nel corso della sua prima settimana, si è classificato secondo al botteghino, con 13,4 milioni di dollari, dietro The Nun - La vocazione del male.